# Negligência

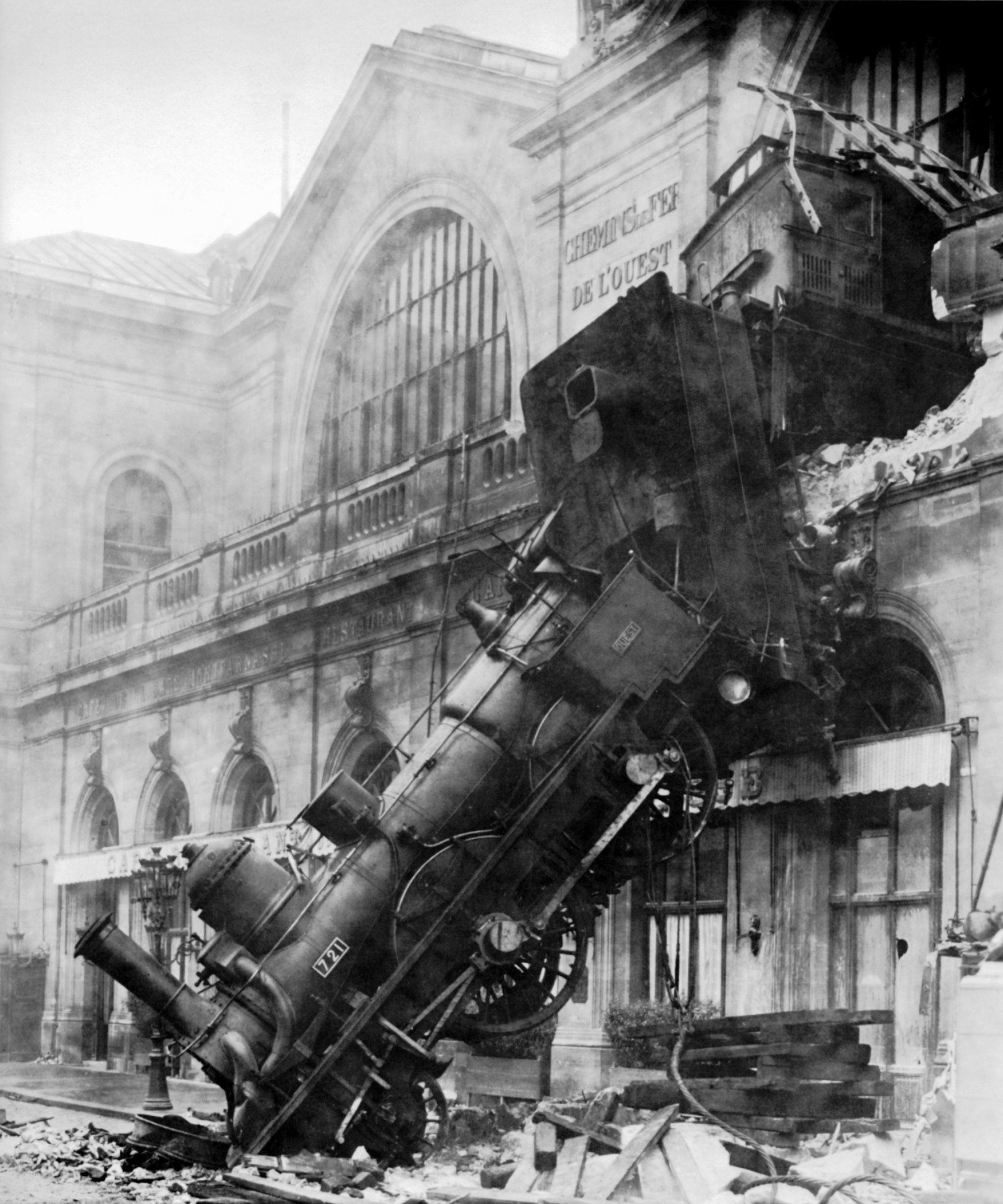
A negligência produz acontecimentos culposos, tal como este acidente de comboio na Gare Montparnasse de Paris (França) em 1895.

Negligência (do termo latino negligentia) é o termo que designa falta de cuidado ou de aplicação numa determinada situação, tarefa ou ocorrência. É, frequentemente, utilizado como sinónimo dos termos descuido, incúria, desleixo, desmazelo ou preguiça.

## No direito
É a falta de diligência, implica desleixo, preguiça, ausência de reflexão necessária, caracterizando-se também pela inação, indolência, inércia e passividade. É a omissão aos deveres que as circunstâncias exigem. Uma forma de conduta humana que se caracteriza pela realização do tipo descrito em uma lei penal, através da lesão a um dever de cuidado objetivamente necessário para proteger o bem jurídico e onde a culpabilidade do agente se assenta no fato de não haver ele evitado a realização do tipo, apesar de capaz e em condições de fazê-lo.
Assim, podem configurar negligência: abandono de doente, omissão de tratamento, esquecimento de corpo estranho em cirurgia etc.
A negligência pode ocorrer inclusive no tocante a informações médicas, resultando em negligência médica informacional.

## Ligação externa
- Dissertação sobre negligência médica [ligação inativa]
- Negligence - Catholic Encyclopedia